# Pierre Ceyrac (jésuite)
Pour les articles homonymes, voir Pierre Ceyrac et Ceyrac.
Pierre Ceyrac, né le 4 février 1914 à Meyssac, en Corrèze (France) et décédé le 30 mai 2012 à Chennai (Inde), connu sous le nom de père Ceyrac, est un jésuite français missionnaire en Inde du Sud, connu pour son engagement auprès des étudiants indiens et de populations les plus pauvres ou dalits, ainsi que pour son action entre 1980 et 1993 comme volontaire à la frontière entre le Cambodge et la Thaïlande pour accueillir les premiers milliers de réfugiés cambodgiens  fuyant le régime de Pol Pot, puis des vietnamiens.

## Jésuite et missionnaire
Deuxième d'une famille de six enfants, il fait ses études à l'Internat Saint-Joseph de Sarlat (Dordogne), tout comme ses frères (dont François Ceyrac, président du CNPF de 1972 à 1981 ou Charles Ceyrac, député de Corrèze de 1972 à 1978).
Le jeune Pierre est très tôt attiré par la vocation religieuse et entre en octobre 1931 au noviciat de la Compagnie de Jésus.
Alors âgé de 23 ans, jeune étudiant jésuite et ayant obtenu sa licence de théologie, il choisit de partir comme missionnaire aux Indes sur les pas de son oncle Charles Ceyrac (frère de son père), lui-même missionnaire jésuite dans le sud de l'Inde.
Le 9 octobre 1937, il embarque à Marseille pour les Indes britanniques ; il va consacrer sa vie à ce pays.
Il apprend le tamoul et le sanskrit, à l'université de Madras, devenant le premier diplômé étranger dans ces disciplines.
Le 21 novembre 1945, il est ordonné prêtre au théologat jésuite de Kurseong, au Bengale occidental.

## Action humanitaire

### Inde
En 1952, Pierre Ceyrac devient aumônier de la Fédération des universités catholiques de l'Inde (All India Catholic University Federation). Rapidement, il estime que la pauvreté omniprésente nécessite une action plus vigoureuse et concrète. Encouragé par Gandhi et Nehru qu'il rencontre, il dénonce le système des castes et décide de s'engager auprès des plus pauvres, les Dalits.
Fédérant autour de lui un réseau d'étudiants, il crée  avec eux en 1969, une ferme à Manamadurai (en) (sud du Tamil Nadu) offrant à des milliers de villageois travail et nourriture.
Puis il lance dans les villages aux alentours de cette ferme, l'opération « Mille puits » pour montrer comment fertiliser les terres incultes et de nombreux autres projets. Plus de 250 000 personnes bénéficient de ces aménagements.

### Cambodge
Pierre Ceyrac répond en 1980 à l'appel du père Arrupe, supérieur général des jésuites, et du service jésuite des réfugiés (JRS) et part comme volontaire à la frontière Cambodge-Thaïlande, accueillir les premiers milliers de réfugiés cambodgiens fuyant le régime de Pol Pot, puis des vietnamiens. Il met toute son énergie à les écouter et est chargé de l'éducation dans les camps de Site II et de Khao I Dang. Il y croise les routes de Bernard Kouchner et du professeur Alain Deloche. Il quitte ce travail aux frontières en 1992.

## Retour en Inde
De retour à Chennai, il crée le mouvement « Les mains ouvertes » : rencontre et accueil d'enfants de familles très pauvres dans des lieux de vie (Singanur, Pellakupam, Paranamkeni…). Au lendemain du séisme du 26 décembre 2004 dans l'océan Indien, il porte secours aux populations démunies.
À plus de 90 ans, il sillonne la côte sud de l'Inde pour apporter aide et réconfort dans les villages de pêcheurs.
Il passe les dernières années de sa vie au Loyola College de Chennai où il meurt le 30 mai 2012,.

## Hommages
L'« Association Père Ceyrac » est créée en 1991.
Le 16 juillet 1998, il est promu officier de la Légion d'honneur,.
En novembre 2003, il reçoit à Paris le Grand prix de l'Académie universelle des cultures.
Un bâtiment de cours du lycée privé Sainte-Geneviève à Versailles porte son nom.
Une école porte son nom à Paulx (44).